# إدوارد ليونغ
إدوارد ليونغ هو طالب وسياسي هونغ كونغي، ولد في 2 يونيو 1991 في ووهان في الصين. حزبياً، نشط في Hong Kong Indigenous ‏.